# Brachymeria salinae
Brachymeria salinae är en stekelart som beskrevs av T.C. Narendran 1989. Brachymeria salinae ingår i släktet Brachymeria och familjen bredlårsteklar. Inga underarter finns listade.